# Paquitas (álbum de 1991)
Paquitas é o segundo álbum de estúdio das assistentes de palco e girl group Paquitas, então formado por Ana Paula Almeida, Bianca Rinaldi, Cátia Paganote, Flávia Fernandes, Juliana Baroni, Letícia Spiller, Priscilla Couto e Roberta Cipriani, lançado em 15 de Maio de 1991. As músicas mais conhecidas são "Batatinha Frita" e "Sonho de Verão" (tema do filme homônimo de 1990), além de "Mangas de Fora" (tema do filme Lua de Cristal de 1990). Este foi o último álbum do grupo antes do término do programa Xou da Xuxa, em que eram assistentes de palco. O próximo álbum somente seria lançado em 1995, porém em nova formação. Vendeu antes de chegar às lojas 160 mil cópias conquistando o disco de ouro.

## Faixas
| N.º            | Título                  | Compositor(es)                            | Duração |  |
| 1.             | "Trocando Energia"      | César Costa Filho Elizabeth Luiz Sarmanho | 3:34    |  |
| 2.             | "Amor Adolescente"      | Rubens Alexandre Vadinho                  | 3:55    |  |
| 3.             | "Folia"                 | Costa Filho Elizabeth Edson Menezes       | 3:19    |  |
| 4.             | "Sem Medo de Ser Feliz" | Aramis Barros Jorge Guimarães             | 4:00    |  |
| 5.             | "Falando Com as Mãos"   | Carlos Pedro                              | 4:09    |  |
| 6.             | "Auê"                   | Marcos Netto Teresa Costa                 | 3:42    |  |
| 7.             | "Sonho de Verão"        | Michael Sullivan Paulo Massadas           | 3:38    |  |
| 8.             | "Batatinha Frita"       | Mazinho Turle Dilson Gunany Barney        | 3:20    |  |
| 9.             | "Mangas de Fora"        | Sullivan Massadas                         | 4:34    |  |
| 10.            | "Alguém Para Amar"      | Françoise Hardy Roger Samyn Bruno Gouveia | 3:31    |  |
| Duração total: | Duração total:          | Duração total:                            | 37:42   |  |

## Vendas e certificações
| Região | Certificação | Vendas/distribuição |
| ------ | ------------ | ------------------- |
| Brasil | Ouro         | 160.000             |

| Local — Tabela musical (1991)     | Posição de Pico |
| --------------------------------- | --------------- |
| Rio de Janeiro (Jornal do Brasil) | 5               |